# Пфеффернус
Пфеффернус — невелике печиво зі спеціями, популярне як святкове частування серед німців та етнічних менонітів у Північній Америці. Подібне печиво виготовляють також у Данії та Нідерландах. Вони називаються Pfeffernüsse (множина, однина — Pfeffernuss) німецькою мовою, pepernoten голландською мовою, päpanät мовою плаутчіда, pfeffernusse або peppernuts англійською мовою та pebernødder данською мовою.

## Історія
Рецепт печива створив Йоганн Флейшман, кондитер з Оффенбаха-на-Майні у 1753 році. Дану випічку високо оцінював Гете.Щоб їх купити до Оффенбаха-на-Майні спеціально поїхав Фелікс Мендельсон. На державних прийомах його подавали у Землі Гессен.
У 1820 році брати Грімм застерігали свою сестру Шарлотту від надмірного споживання: «Не їж занадто багато перцевих горіхів, кажуть, що вони викликають багато жару!» У той час мускатний горіх вважався афродизіаком, а кардамон так само бадьорить, як кофеїн.
Пфеффернус у Німеччині асоціюється з Різдвом. Печиво було частиною святкування Різдва з 1850-х років. 
Назва буквально означає «перцевий горіх», і не означає, що він містить горіхи. Печиво має розмір приблизно з горіх, і його можна їсти жменями, що, можливо, пояснює назву.
Пфеффернус названо на честь щіпки перцю, доданої в тісто перед випіканням.

## Інгредієнти
Хоча рецепти печива пфеффернус відрізняються, усі вони містять ароматні спеції — найчастіше кардамон, мускатний горіх, корицю, гвоздику, імбир, чорний перець, мускатний горіх і аніс. Для підсолоджування печива використовують патоку, цукор і мед. Деякі варіації посипають цукровою пудрою, хоча це не традиційний інгредієнт. Тісто вершкове, масло або маргарин, яйця, борошно.
Розпушувачі, такі як пекарний порошок, харчова сода, карбонат калію або карбонат амонію, надають липку та щільну консистенцію оригінальної суміші. Потім його замішують вручну або за допомогою електричного міксера.

## Німецькі різновиди
- У північній Німеччині Pfeffernüsse — це напівсферичне тісто діаметром до двох сантиметрів і твердої консистенції.
- Північний варіант Moppen більший[19] і м'якший, на основі тіста, схожого на пряники, і має глазур.
- У південній Німеччині тісто готують із цукатами цедри лимона або апельсина, цедри апельсина, лимонної цедри та часто також мигдалю.[20]
- У Саксонії вони сягають приблизно трьох сантиметрів, без покриття та кутасті.
- Існують деякі рецепти, передані родинами німецького менонітського походження, які вимагають екстракту перцевої м'яти, а не традиційних спецій, що створює легкий м'ятний смак. Це печиво готується, щоб воно було м'яким і покрите цукровою пудрою. Конкретне походження цієї варіації невідоме.

## Голландські різновиди
Нідерланди дають назву «kruidnoten» маленькому, коричневому, круглому печиву, тоді як «pepernoten» стосується жувальної закуски, яка має світліший колір і має кремезний кутастий вигляд. Попри те, що вони відчутно різні, деякі жителі Нідерландів помилково називають kruidnoten «pepernoten», і в Інтернет-магазинах вони також заносяться до цієї категорії.
Обидва — ексклюзивні закуски для свят; і доступні у будь-якому магазині, який продає харчові продукти приблизно за Сінтерклаасовим часом. Пернот є одними з найперших цукерок Сінтерклааса, але вони стали відносно рідкісними, оскільки більшість дітей їх не люблять. Тим часом рецепт крайднотен став предметом експериментів і протягом багатьох років значно розширювався. 
Окрім звичайного варіанту та упаковок, які включають жувальні цукерки та цукерки, крайднотен можна вкрити шаром (білого/молочного/чистого/трюфельного) шоколаду — який є одним із найперших і найулюбленіших варіантів — а також полуницею, карамеллю, струповим вафелем., кокос, кава, жувальна гумка, тістечко (будь-яке) тощо.

## Зазвичай помилково приймають за пфеффернус
Пфеффернус англійською мовою зазвичай помилково сприймають як крайднотен або пряні горіхи. Хоча обидва вони є відомими святковими печивами, крайднотен твердіший, має темно-коричневий колір й іншу форму. Їх інгредієнти більше схожі на ті, що використовуються для виготовлення спекулааса.
Російське чайне печиво також плутають з пфеффернусом, особливо якщо їх посипати цукровою пудрою.